# Pitof
Pitof, pseudonimo di Jean-Christophe Comar (Parigi, 4 luglio 1957), è un regista, sceneggiatore ed effettista francese.

## Biografia
Inizia la propria carriera come responsabile degli effetti visivi in numerose pellicole di successo. Nel 2001 con il film Vidocq - La maschera senza volto si cimenta come regista e sceneggiatore, tornando in seguito a dirigere nel 2004 il film Catwoman e nel 2008 Fire & Ice - Le cronache del drago. In due pellicole francesi si è anche occupato del montaggio. Riceve una candidatura ai Saturn Award per i migliori effetti speciali del 1998 per il film Alien - La clonazione (Alien Resurrection).

## Filmografia parziale

### Regia
- Vidocq - La maschera senza volto (Vidoq) (2001)
- Catwoman (2004)
- Fire & Ice - Le cronache del drago (Fire & Ice) (2008)

### Sceneggiatura
- Vidocq - La maschera senza volto (Vidoq), regia di Pitof (2001)
- Le pistolet, regia di Thibaut De Corday (2003), cortometraggio di pubblicità sociale

### Montaggio
- Noël en famille, regia di Fabienne Berthaud e Aruna Villiers (1998)
- Le mal est fait, regia di Thibaut De Corday (2000)

### Effetti visivi
- Delicatessen, regia di Marc Caro e Jean-Pierre Jeunet (1991)
- I visitatori (Les visiteurs), regia di Jean-Marie Poiré (1993)
- La soif de l'or, regia di Gérard Oury (1993)
- KO Kid, regia di Marc Caro (1994)
- Il sosia (Grosse Fatigue), regia di Michel Blanc (1994)
- Casque Bleu, regia di Gérard Jugnot (1994)
- À l'arraché, regia di Christophe Smith (1995)
- La città dei bambini perduti (La cité des enfants perdus), regia di Marc Caro e Jean-Pierre Jeunet (1995)
- Fantôme avec chauffeur, regia di Gérard Oury (1996)
- Fallait pas!..., regia di Gérard Jugnot (1996)
- Didier, regia di Alain Chabat (1997)
- Alien - La clonazione (Alien Resurrection), regia di Jean-Pierre Jeunet (1997)
- Asterix & Obelix contro Cesare (Astérix et Obélix contre César), regia di Claude Zidi (1999)
- Giovanna d'Arco (The Messenger: The Story of Joan of Arc), regia di Luc Besson (1999)